# Mühlenstraße (Güstrow)

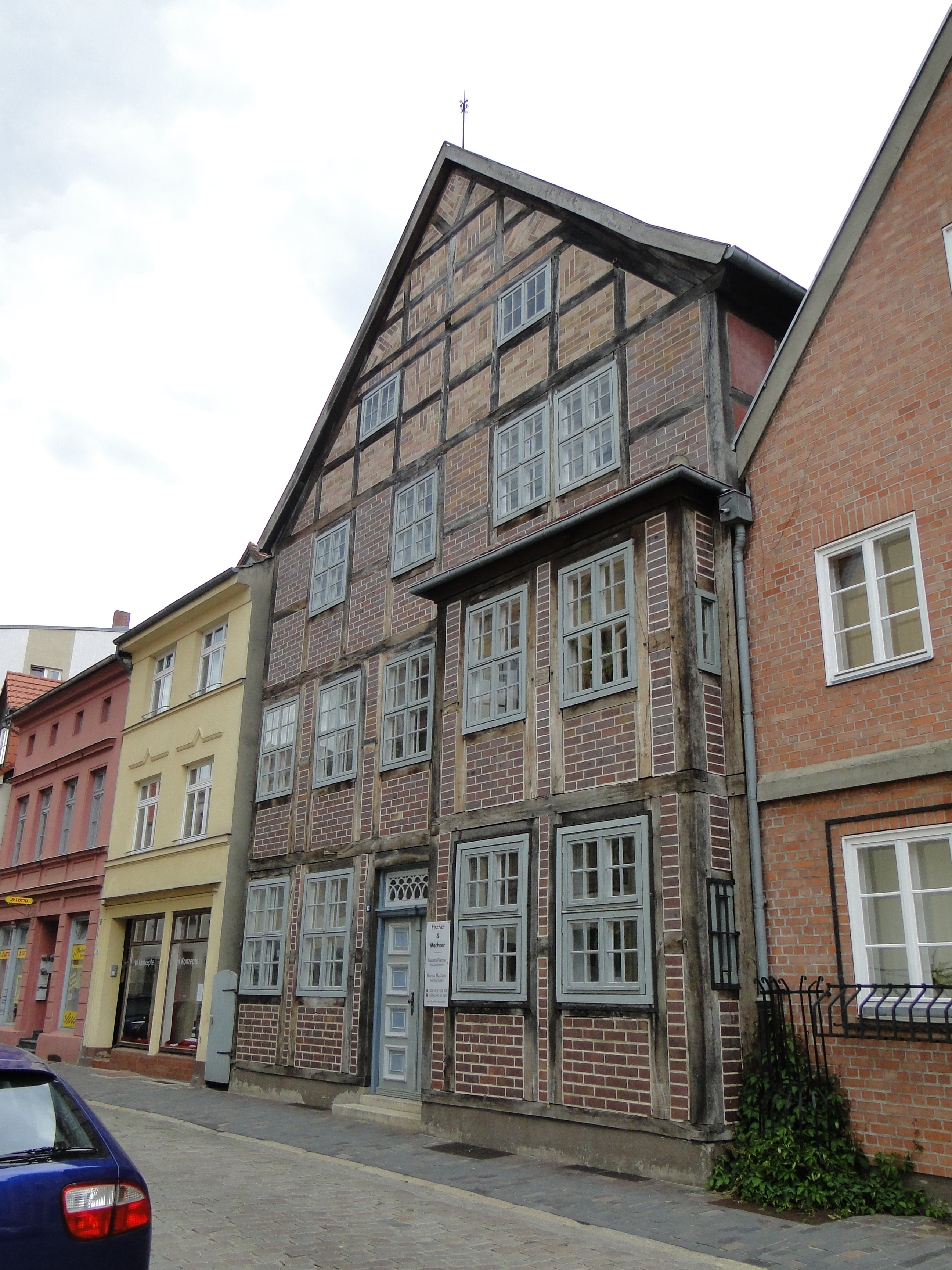
Nr. 10–12

Die historische Mühlenstraße in Güstrow liegt in der nördlichen Altstadt. Sie führt in West-Ost-Richtung vom Markt und der Engen Straße bis zur Straße Am Berge und zur Langen Straße.

## Nebenstraßen

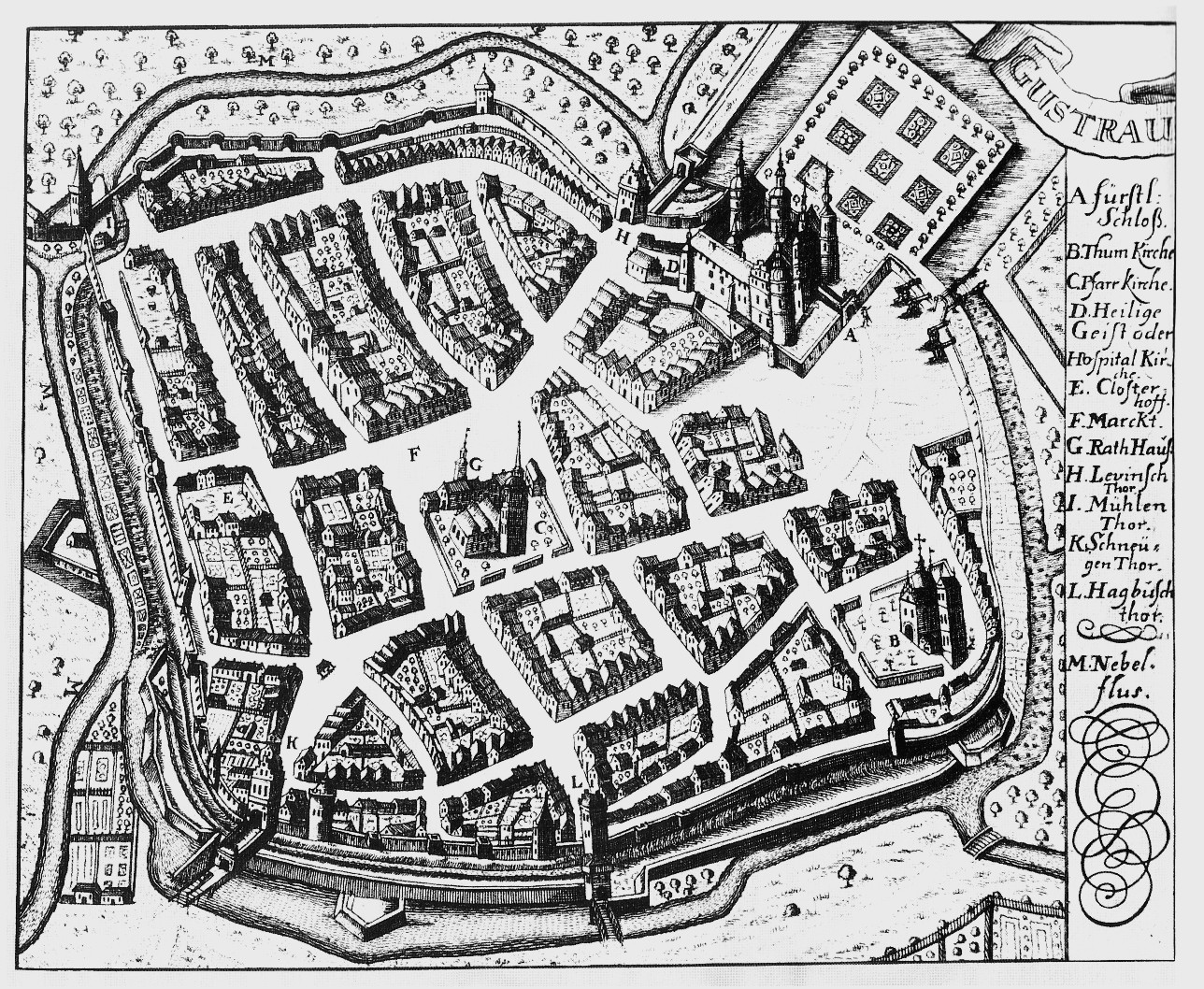
Güstrow 1706

Die Nebenstraßen und Anschlussstraßen wurden benannt als Markt nach dem mittelalterlichen Marktplatz, Enge Straße, Lange Straße und Am Berge (früher Ziegenmarkt) wohl wegen des leichten Anstieges.

## Geschichte

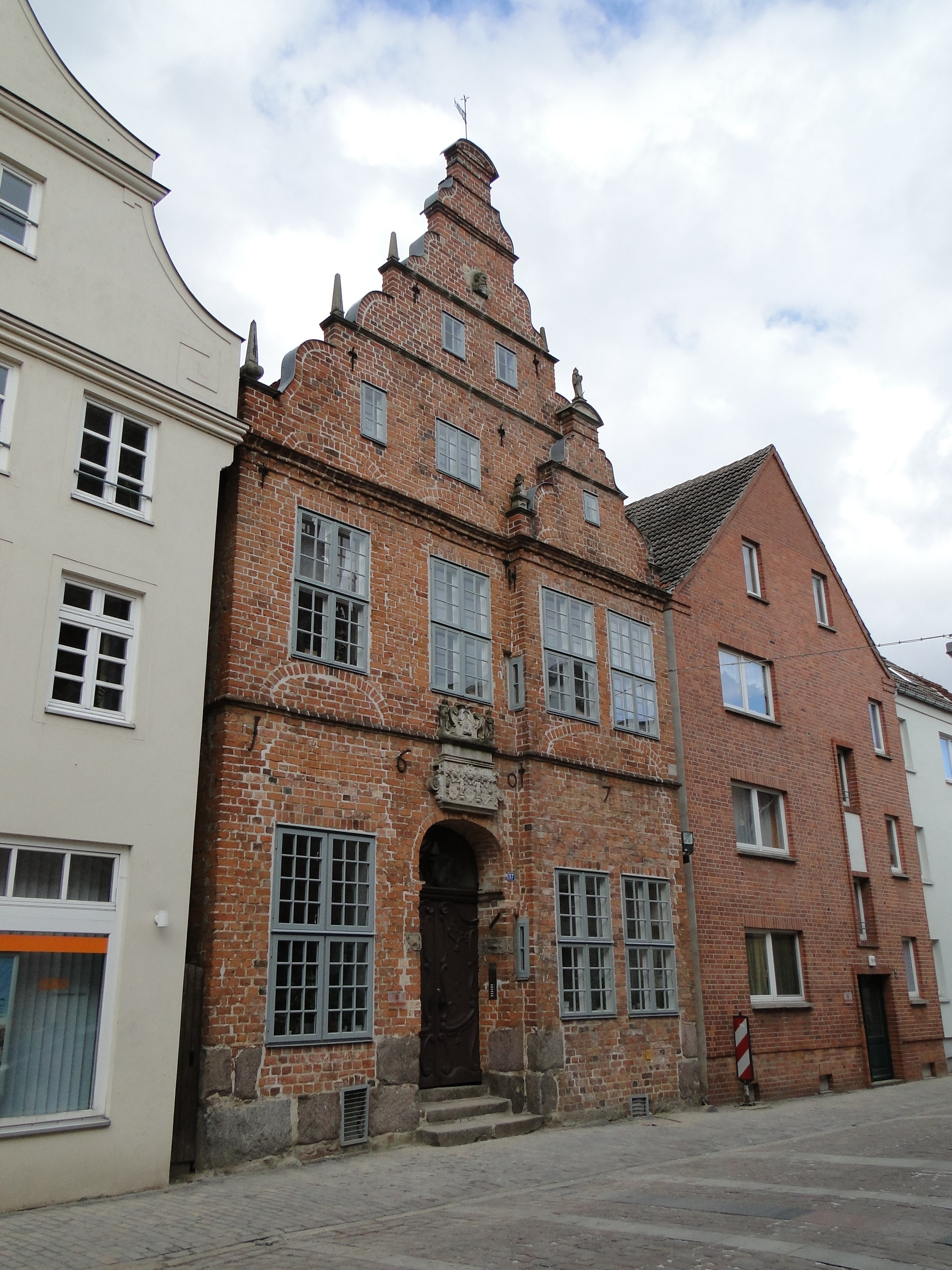
Nr. 17

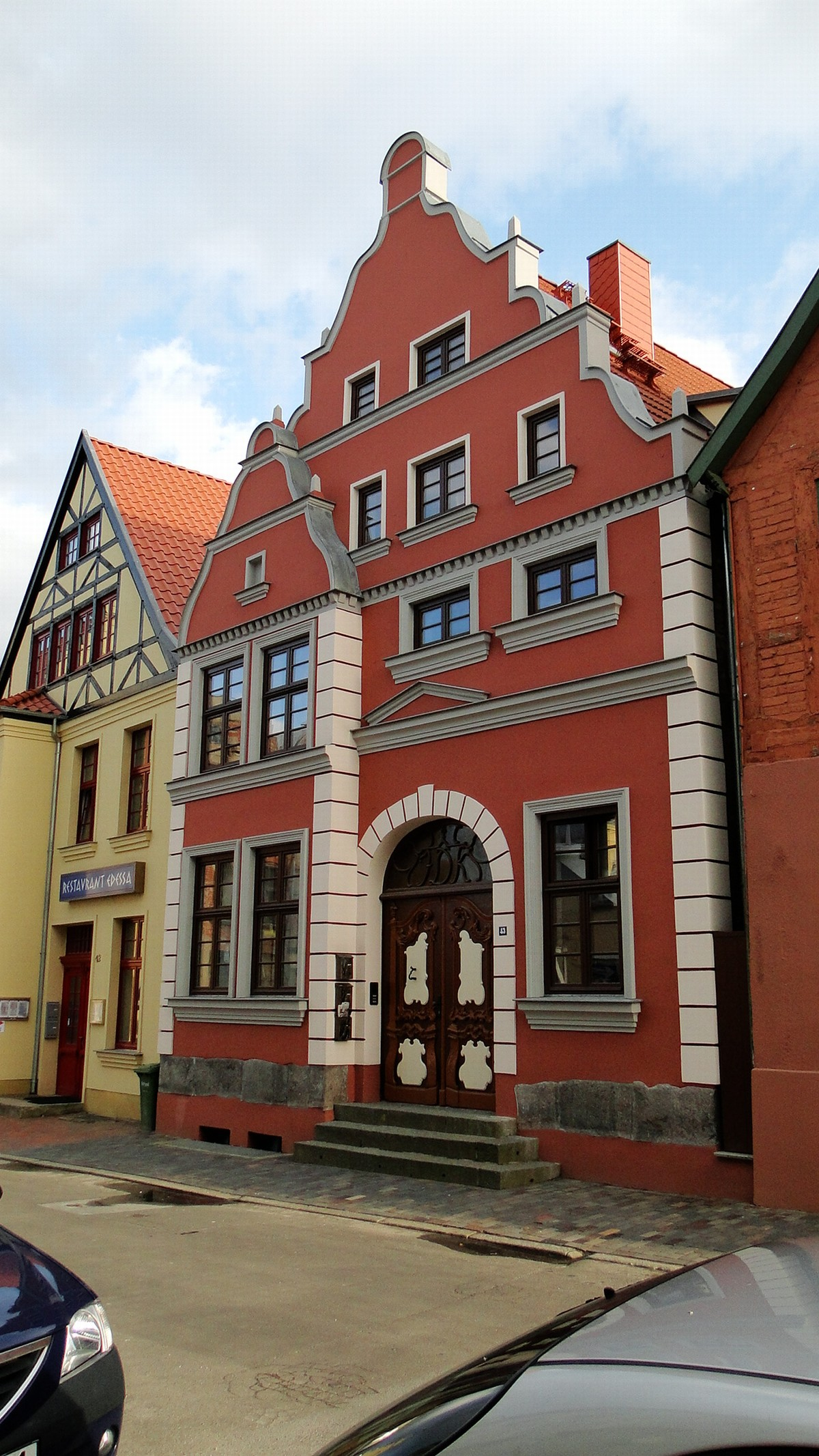
Nr. 42 und 43

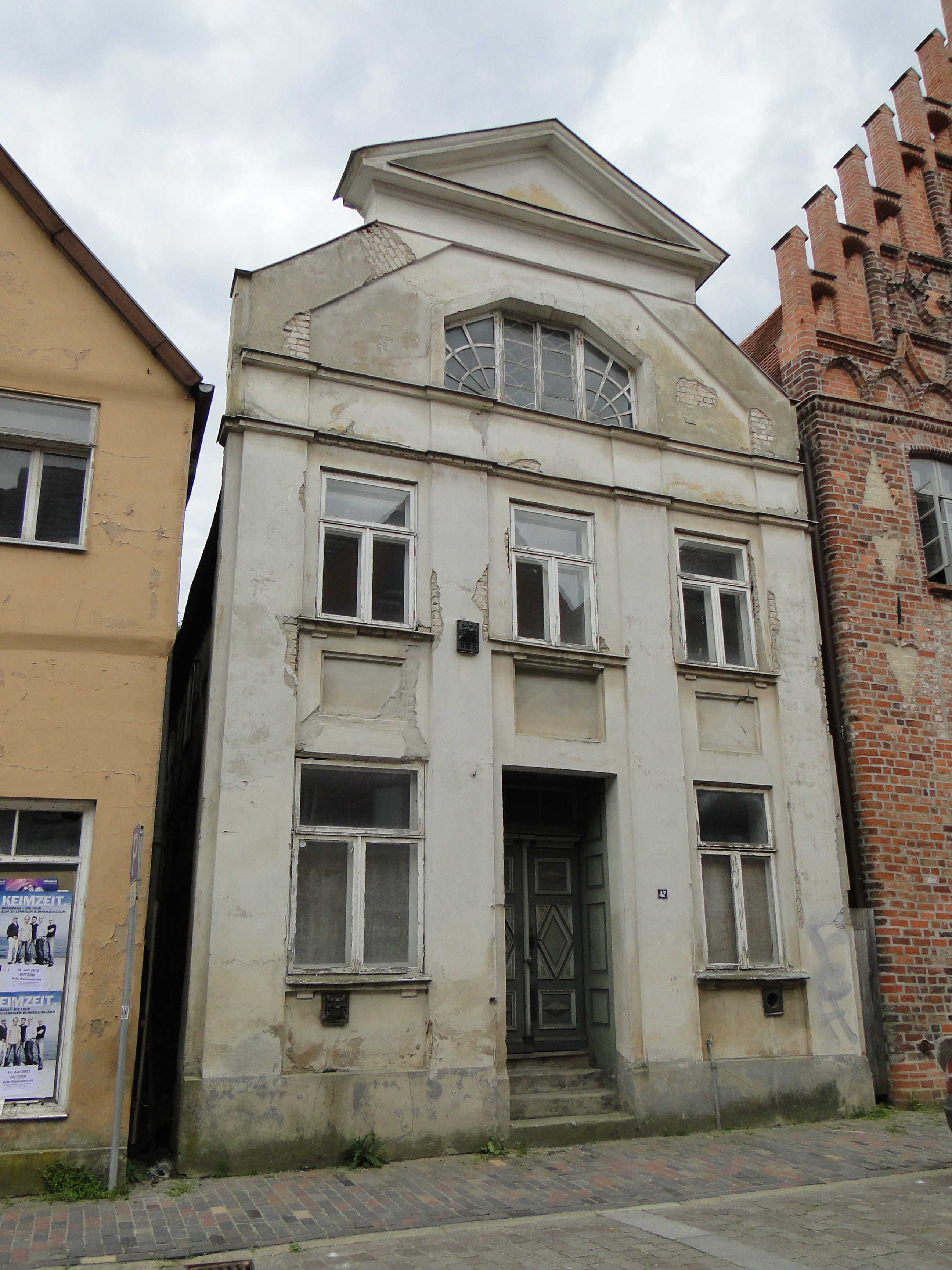
Nr. 47

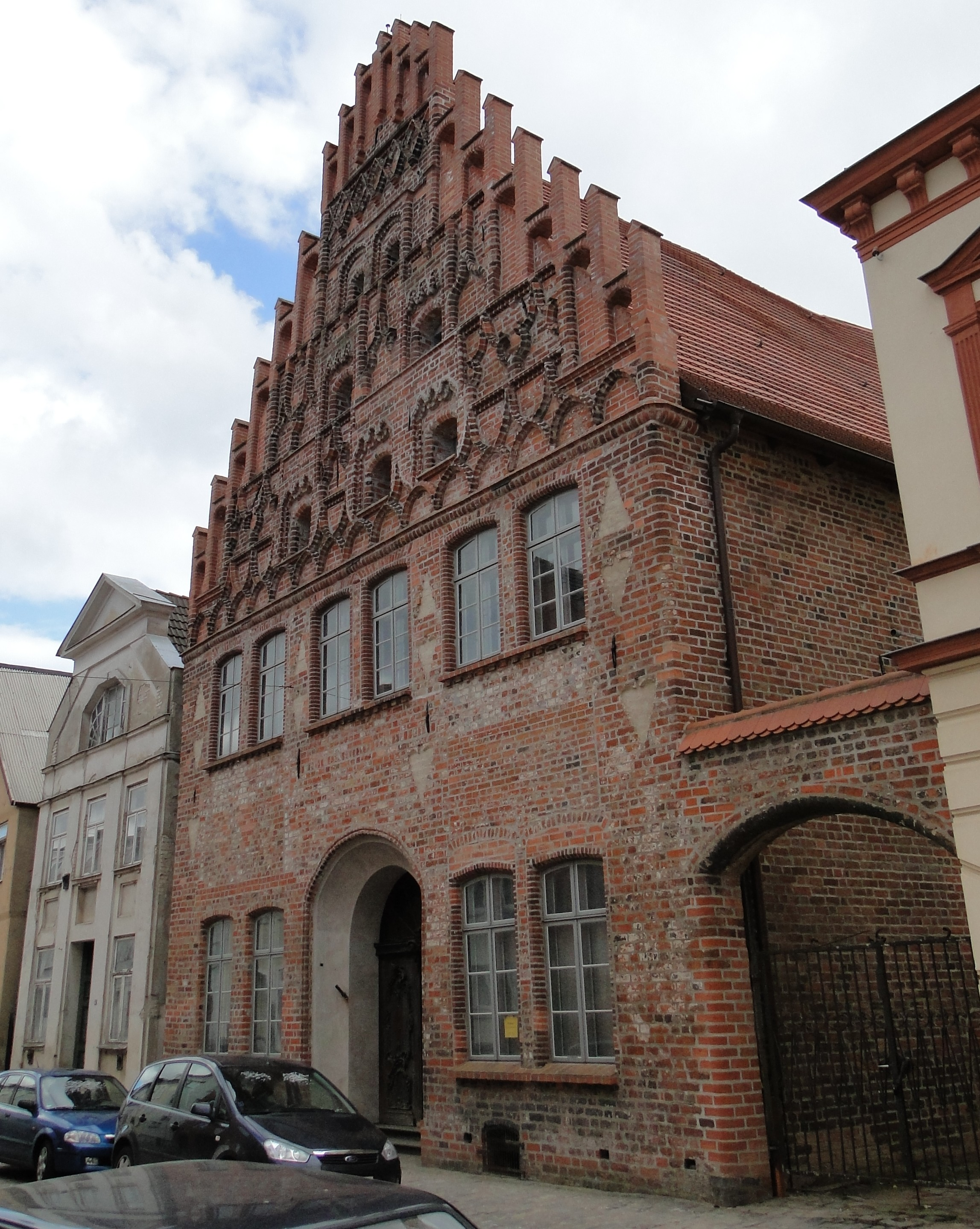
Nr. 48

Die Straße wurde benannt nach den früheren Wassermühlen, die in diesem Mühlenquartier standen.
Güstrow besteht seit um 1100 und war von 1229 bis 1436 sowie von 1556 bis 1695 Residenzstadt. Die slawische Burg und Schloss Güstrow prägten den Ort. Nach dem großen Stadtbrand von 1503 wurden viele Häuser neu erbaut.
Im Mühlenviertel ist diese Straße eine der ältesten in der Stadt. An der zunächst unbebauten Nordseite befanden sich früher die rückwärtigen Grundstückszugänge der Häuser. Später entstanden hier, nunmehr an der Baustraße, kleine Wohnhäuser, oft im Besitz von Ackerbürgern.
Im 19. und 20. Jahrhundert entwickelte sie sich zu einer Einkaufsstraße. Ab 1991 wurde die historische Altstadt als früheres Nationales Flächendenkmal und nun Modellstadt der Städtebauförderung saniert und so auch die verkehrsberuhigte Straße (2010) und ihre Häuser sowie die Innenhofbereiche (2014).

## Gebäude, Anlagen (Auswahl)
An der Straße stehen überwiegend zwei- und dreigeschossige sanierte Häuser. Die mit (D) gekennzeichneten Häuser stehen oder standen unter Denkmalschutz.
Nordseite
- Nr. 1, Ecke Markt: 3-gesch. 8-achsiges historisierendes Wohn- und Geschäftshaus (D), mit gliedernden Pilastern und markantem Kraggesims, hier fanden 1712 Waffenstillstandsverhandlungen im Großen Nordischen Krieg statt, hier wohnte der Reichsgerichtsrat Paul Viereck (1860–1915), heute mit Schlossapotheke
- Nr. 2: 2-gesch. Wohn- und Geschäftshaus (D), saniert in den 1990er Jahren
- Nr. 3: 2-gesch. historisierendes Wohn- und Geschäftshaus (D)
- Nr. 4: 3-gesch. Wohn- und Geschäftshaus (D) mit Praxis
- Nr. 5: 3-gesch. Wohn- und Geschäftshaus (D)
- Nr. 6: 3-gesch. klassizistisches, saniertes Wohn- und Geschäftshaus (D)
- Nr. 8: 3-gesch. historisierendes, saniertes Wohn- und Geschäftshaus
- Nr. 10: 2-gesch. saniertes Wohn- und Geschäftshaus mit Mezzaningeschoss
- Nr. 11: 3-gesch. saniertes Wohn- und Geschäftshaus
- Nr. 12: 3-gesch. verklinkertes, um 1988/89 rekonstruiertes Wohnhaus mit denkmalgeschütztem Dachstuhl (D) sowie Fachwerkgiebel, zuvor Abriss des alten Gebäudes[5]
- Nr. 13: 2-gesch. verklinkertes Wohnhaus von 1988/89 als Giebelhaus, zuvor Abriss des alten Giebelhauses
- Nr. 14: 2-gesch. Wohnhaus (D)
- Nr. 16: 3-gesch. saniertes Wohn- und Geschäftshaus mit barockisierendem Giebel
- Nr. 17: 2-gesch. Wohnhaus aus der Renaissance (D), Giebelhaus, saniert in den 1980er Jahren
- Nr. 18/19: 2-gesch. Wohnhaus, saniert in den 1990er Jahren
- Am Berge Nr. 1, Ecke Mühlenstraße: 3-gesch. Wohn- und Geschäftshaus

Südseite

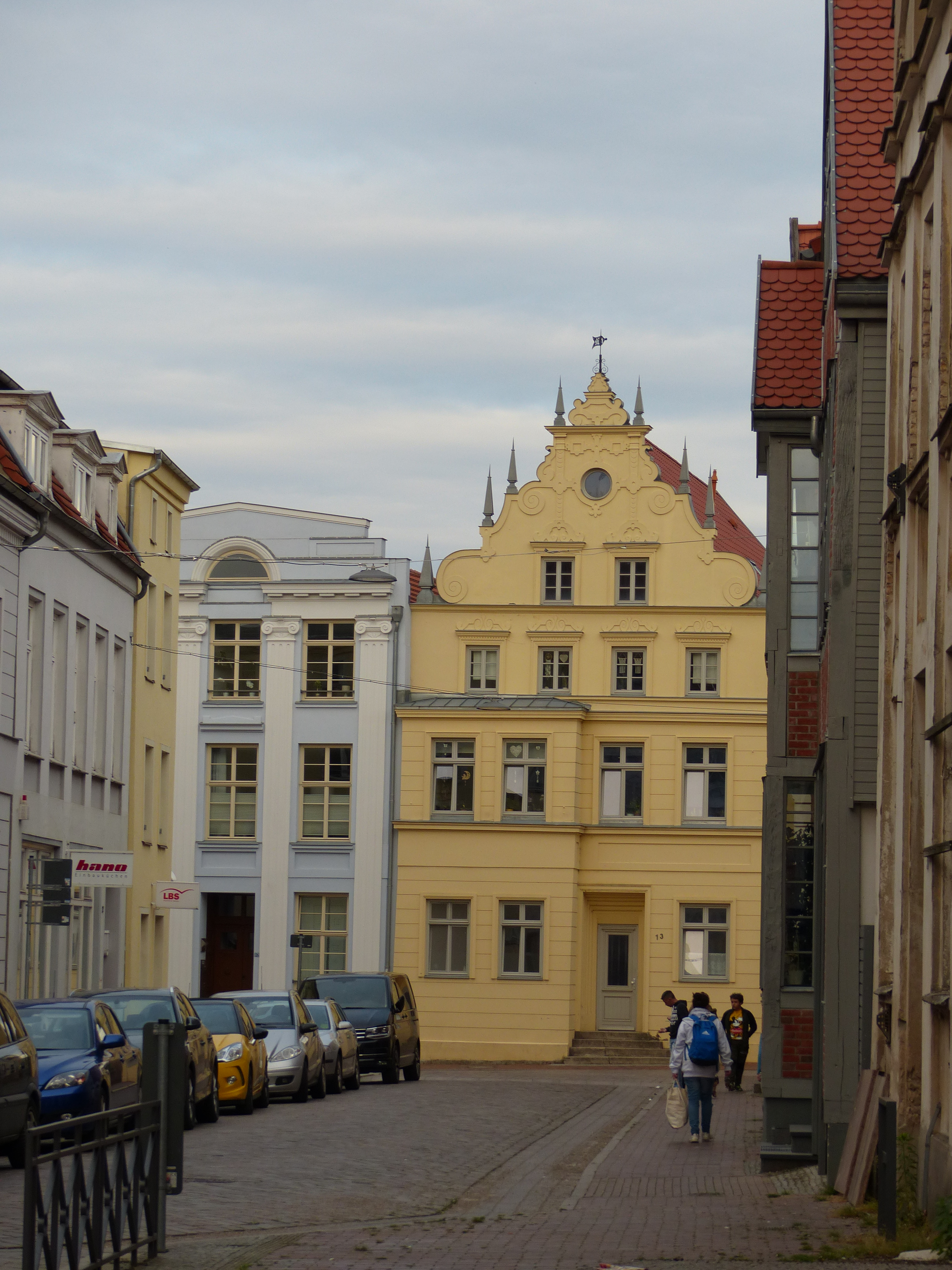
Nr. 42: 2-gesch. Wohn- und Gasthaus, Giebelhaus mit Restaurant
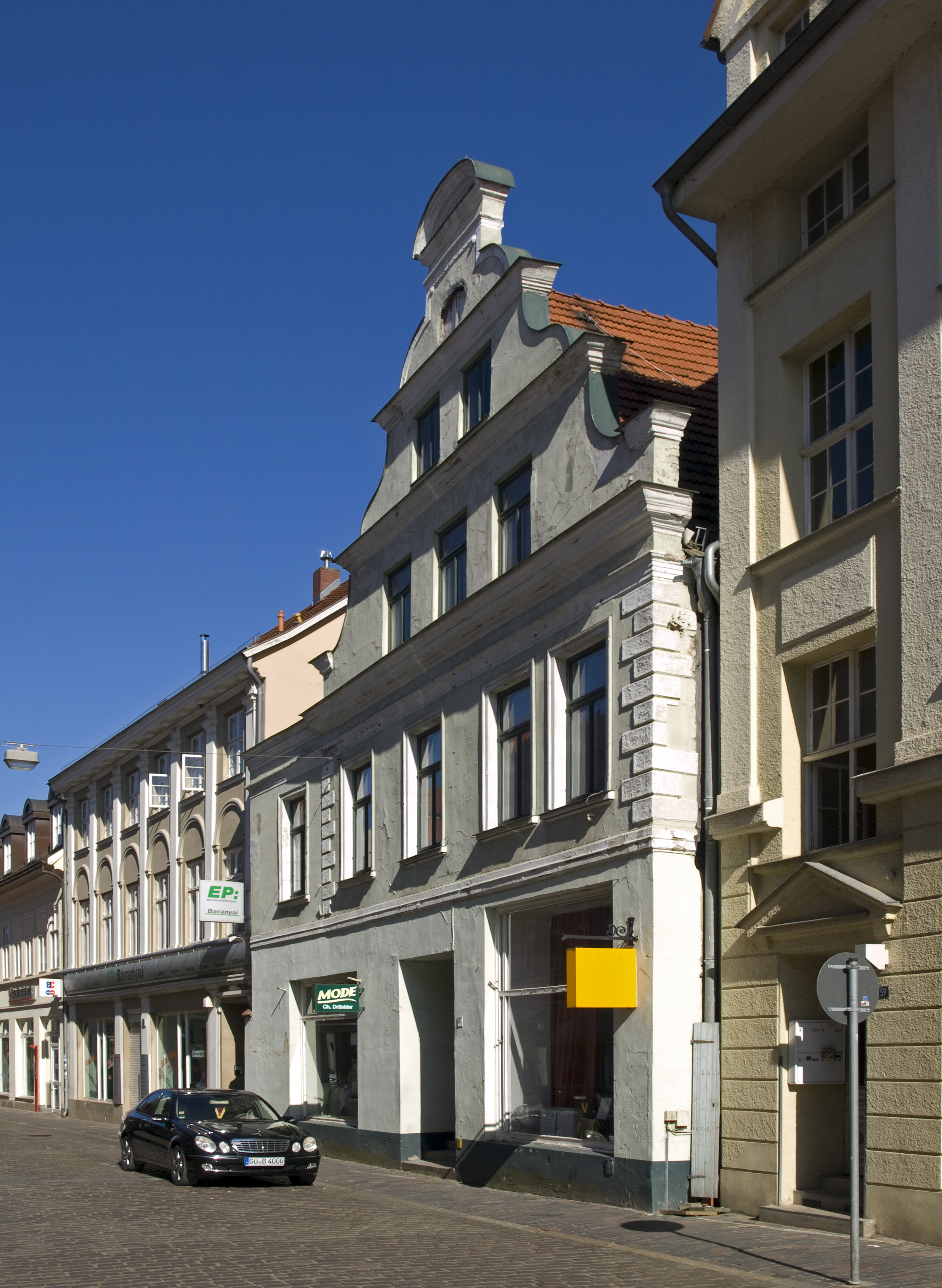
Nr. 43: 2-gesch. Wohnhaus im Stil der Renaissance (D) mit seitlichem Giebelrisalit, in den 1990er Jahren nach Plänen von Paul Rummel rekonstruiert
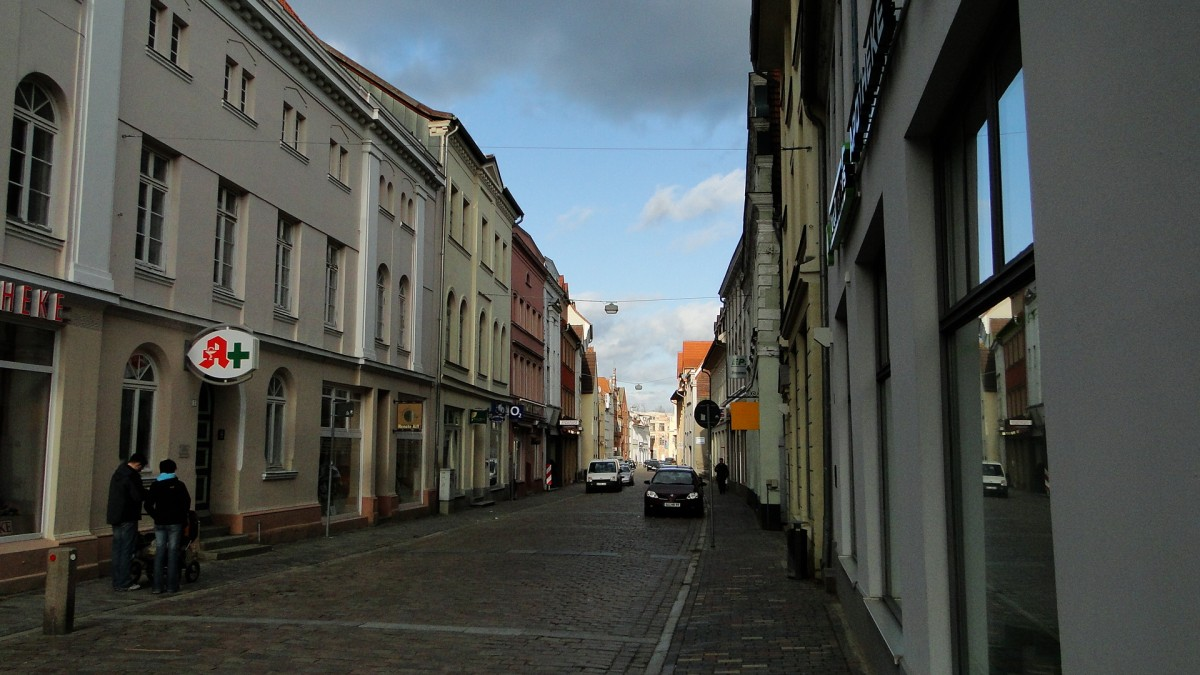
Blick vom Markt
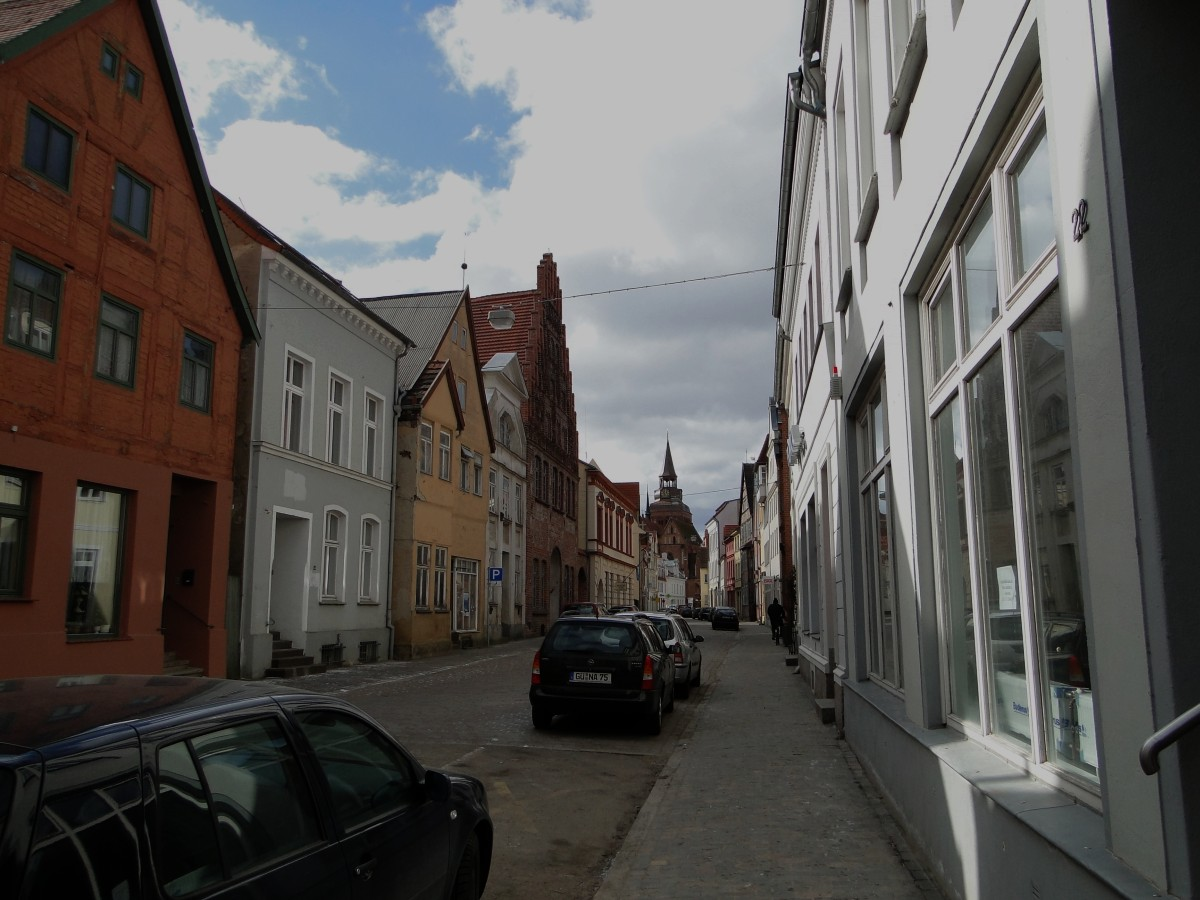
Blick zum Markt

- Nr. 44: 2-gesch. Wohn- und Geschäftshaus (D), Giebelhaus
- Nr. 45: 2-gesch., früher historisierendes, saniertes Wohnhaus
- Nr. 46: 2-gesch. Wohnhaus  (D), Fachwerkgiebel mit Seitenrisalit und Backsteinausfachungen, saniert 2019, wobei das Fachwerk sichtbar wurde
- Nr. 47: 2-gesch. historisierendes Giebelwohnhaus (D) mit einem markanten Dreiecksabschluss
- Nr. 48: 2-gesch. Wohn- und Geschäftshaus aus der Hochrenaissance von 1539 (D), reich verzierter Backsteingiebel mit vielen Fialen und großem Portal, ältester Profanbau in Güstrow, bemalte Holzdecken aus dem 16. Jh., benannt als Derzscher Hof nach der Familie Derz später auch das Alte Brauhaus, Neubau auf der fast zerstörten Kemlade und Gebäudesanierung bis 2016 und Bauherrenpreis 2014[6], heute Bistro Derzscher Hof in der zweigeschossigen Diele
- Nr. 49: 2-gesch. historisierendes Wohn- und Geschäftshaus (D) mit Hintergebäude sowie prägendem Gesims, früherer Martens Hof
- Nr. 50: ehemals 2-gesch. Giebelhaus aus dem 17. Jh. (D), 2004 Abbruch, Baulücke
- Nr. 51: 2-gesch. historisierendes Wohn- und Geschäftshaus von 1913 (D) mit zwei seitlichen offenen Giebelelementen und die Fassade betonende Säulen
- Nr. 52: 2-gesch. Fachwerkgiebelhaus, mit Kemlade aus dem 17. Jh., um 1903 aufgestockt, hinten 3-gesch. Fachwerkhaus von 1900, saniert in den 1990er Jahren
- Nr. 53: 2-gesch. Wohnhaus wohl aus dem 17. Jh. (D), Straßenfassade vom 19. Jh., 3-gesch. Anbau von um 1900, saniert wohl nach 2015
- Nr. 54: ehem. 2-gesch. Fachwerkgiebelhaus, 2019 Abbruch, Neubau durch WGG geplant
- Nr. 55: ehem. 2-gesch. Fachwerkgiebelhaus, 1979 Abbruch und Baulücke, Neubau durch WGG geplant
- Nr. 56: 2-gesch. Wohn- und Geschäftshaus (D) mit Speicher
- Nr. 57: 3-gesch. Wohn- und Geschäftshaus von 1860/1870 (D), früher Hotel mit hinteren Anbauten, nach 2018 saniert
- Nr. 58: 2-gesch. saniertes Wohnhaus von um 1700 mit älterem Kern (D), 3-gesch. barocker Giebel mit Rundabschluss, Kemlade aus dem 18. Jh.
- Markt Nr. 13, Ecke Mühlenstraße: 3-gesch. 5-achsiges neoklassizistisches Wohn- und Geschäftshaus mit Apotheke